# Michael Dedenbach
Michael Dedenbach (* 27. November 1898 in Oberzissen; † 12. Mai 1971 ebenda) war ein deutscher Gewerkschafter und Politiker (SPD).

## Leben und Beruf
Nach dem Besuch der Volksschule Oberzissen war Dedenbach Arbeiter in Burgbrohl. 1917 diente er als Soldat im Ersten Weltkrieg. Ab 1919 war er in der früheren Firma beschäftigt, bevor er ab 1924 die Privathandelsschule in Koblenz besuchte. Danach war er Bürogehilfe und wurde später stellvertretender Geschäftsführer des Verbandes der Fabrikarbeiter Deutschlands in Andernach. Er bildete sich 1927 an der Akademie der Arbeit in Frankfurt am Main fort, war seit 1928 Leiter der Nebenstelle Andernach des Arbeitsamtes Mayen und übernahm 1930 die Geschäftsführung der Andernacher Verwaltung des deutschen Fabrikarbeiterverbandes. Nach der Machtergreifung der Nationalsozialisten wurde er entlassen und kurzzeitig verhaftet. Von 1934 bis 1945 war er als selbständiger Kaufmann tätig.
1945 bis 1949 war er Vorsitzender der Gewerkschaft Steine und Erden Rheinland-Pfalz.

## Politik
Dedenbach trat 1926 der SPD bei. 1933 wurde er zum Stadtverordneten in Andernach gewählt. In der Zeit des Nationalsozialismus konnte er seine politische Arbeit nicht fortsetzen. Dedenbach war 1945 Hauptamtlicher Beigeordneter und Bürgermeister der Stadt Andernach. Von 1945 bis 1961 war er Amtsbürgermeister des Amtes Andernach-Land. Daneben war er Mitglied des Stadtrats Andernach sowie des Kreistags und des Kreisausschusses Mayen.
Er war 1946/47 Mitglied der Beratenden Landesversammlung des Landes Rheinland-Pfalz und danach bis 1967 Mitglied des Rheinland-Pfälzischen Landtages. Hier war er von 1951 bis 1959 Vorsitzender des Ausschusses für Sozialpolitik und Fragen der Vertriebenen. Der Landtag wählte ihn 1959 zum Mitglied der dritten Bundesversammlung, die Heinrich Lübke zum Bundespräsidenten wählte.
Seit 1919 war er Gewerkschaftsmitglied. 1950 wurde er Mitglied des DGB-Landesbezirksvorstands Rheinland-Pfalz und Hauptvorstandsmitglied der IG Chemie, Papier, Keramik in Hannover.

## Ehrungen
- Großes Bundesverdienstkreuz, 1964